# Grimmeodendron
Grimmeodendron es un género de plantas con flores perteneciente a la familia Euphorbiaceae. Es originario de las Antillas.

## Taxonomía
El género fue descrito por Hans-Joachim Esser y publicado en Symbolae Antillanae seu Fundamenta Florae Indiae Occidentalis 5: 397. 1908.	La especie tipo es: Grimmeodendron jamaicense Urb.

## Especies aceptadas
A continuación se brinda un listado de las especies del género Grimmeodendron aceptadas hasta octubre de 2012, ordenadas alfabéticamente. Para cada una se indica el nombre binomial seguido del autor, abreviado según las convenciones y usos.
- Grimmeodendron eglandulosum (A.Rich.) Urb.
- Grimmeodendron jamaicense Urb.